# 므나쎄의 기도
므나쎄의 기도는 유다의 왕 므나쎄에게 귀속된 참회 기도를 기록한 15절의 짧은 작품이다. 대다수의 학자들은 므나쎄의 기도가 기원전 1, 2세기에 그리스어로 쓰여졌다고 믿는다. 히브리어로 쓰여 있고 뚜렷하게 다른 내용을 담고 있는 같은 제목의 또 다른 작품이 사해 두루마리 사이에서 발견되었다.
므나쎄는 성경에 유다에서 가장 우상적인 왕 중 하나로 기록되어 있다(열왕기 하 21:1–18, 역대기 하 33:1–9). 제2권은 므나쎄가 아시리아인들에게 포로로 잡혔다고 기록하고 있다. (2권은 33:11–13). 므나쎄는 포로가 되는 동안 자비를 빌었고, 풀려나 왕좌로 복위되자마자 우상숭배 방식(역대기 하 33:15–17)에서 벗어났다. 기도 그 자체가 아니라 기도 그 자체를 지칭하는 말이 33장 19절 2절에서 나오는데, 이 2절은 '이스라엘 왕 역대지'에 기도가 적혀 있다고 한다.
그 기도는 유대인, 천주교, 개신교 신자들에 의해 음성으로 간주된다. 그것은 4세기 말 불가타에 있는 역대기 하 뒤에 놓여졌다. 1천년이 지난 후 마틴 루터는 74권으로 된 성경을 독일어로 번역하는 데 이 기도를 포함시켰다. 1537년 매튜 성경과 1599년 제네바 성경의 일부였다. 그것은 또한 킹 제임스 성경의 아포크리파와 원래의 1609/1610 두애-랭스 성경에 등장한다. 교황 클레멘스 8세는 이 기도를 불가타의 부록에 포함시켰다.
그 기도는 그리스 신서판의 일부 판에 포함되어 있다. 예를 들어 5세기 코덱스 알렉산드리누스는 시편 바로 뒤에 나타난 14개의 오드 중에서 기도를 포함한다. 정통 기독교도들에 의해 중역학 서적으로 받아들여지고 있다. 이 기도는 비잔틴 가톨릭 예배 중에 외쳐진다. 평시의 14일 일요일(시편 51편과 함께)에 독서사무소에서 첫 번째 독서를 한 후 로마 의례에서 대응의 일부로 사용된다. 로마 제례 브레비야에서, 미국 성공회가 사용하던 1979년 미국공통기도서 데일리 오피스(Daily Office of Common Prayer)에서도 칸티클(Canticle 52)으로 사용되며, 공동예배: 영국교회의 데일리기도서로도 사용된다.
이 기도는 고대 시리아어, 고대 슬라브어, 에티오피아어, 아르메니아어 번역에 등장한다. 에티오피아 성경에서는 이 기도가 역대기에서 발견된다.